# 荒山宇三郎
荒山 宇三郎（あらやま うさぶろう、1902年2月13日 - 没年不明）は、鳥取県西伯郡淀江町（現米子市）出身の元大相撲力士。花籠部屋→峰崎部屋→片男波部屋→伊勢ノ海部屋→花籠部屋所属。本名は小泉 宇三郎。最高位は十両6枚目。

## 経歴
同郷の大関荒岩の花籠部屋に入門、1920年1月に初土俵を踏む。1928年1月十両昇進。翌場所幕下に落ちるが、5月に再十両。十両は3場所務め、1930年10月に廃業した。

## 改名
荒山→弓ヶ濱→荒山